# Гей Віктор Вікторович
Ві́ктор Ві́кторович Гей (Ги́йчик) (угор. Hei Viktor; нар. 2 лютого 1996, с. Нижній Коропець, Мукачівський район, Закарпатська область, Україна) — український та угорський футболіст, півзахисник клубу «Кішварда» з однойменного міста.

## Життєпис

### Ранні роки
Вихованець ДЮСШ аматорського клубу «Мункач» із міста Мукачевого. Із 2009 по 2013 рік провів у чемпіонаті ДЮФЛ 59 матчів, забивши 18 голів.

### Клубна кар'єра

#### «Говерла»
На початку 2013 року приєднався до складу ужгородської «Говерли». 20 березня того ж року дебютував у юнацькій (U-19) команді закарпатців у виїзному матчі проти луцької «Волині». За молодіжну (U-21) команду дебютував 5 квітня 2014 року в домашньому поєдинку з донецьким «Металургом».
16 квітня 2016 року дебютував у складі «Говерли» в домашній грі Прем'єр-ліги проти київського «Динамо», замінивши на 66-й хвилині Віталія Гавриша. Загалом провів 4 матчі у Прем'єр-лізі.

#### «Кішварда»
У серпні 2016 року двічі зіграв у чемпіонаті Закарпатської області за аматорський мукачівський клуб «Мункач», а незабаром разом із Юрієм Томою опинився в лавах клубу «Кішварда» з однойменного міста, що виступає у другій лізі чемпіонату Угорщини. 18 вересня 2016 року дебютував у складі угорського клубу, а 6 листопада того ж року забив свій перший гол за «Кішварду».

## Статистика
Статистичні дані наведено станом на 11 грудня 2016 року
| Клуб       | Ліга         | Сезон   | Чемпіонат | Чемпіонат | Кубок | Кубок | U-21 | U-21 |
| Клуб       | Ліга         | Сезон   | Ігри      | Голи      | Ігри  | Голи  | Ігри | Голи |
| ---------- | ------------ | ------- | --------- | --------- | ----- | ----- | ---- | ---- |
| «Говерла»  | Прем'єр-ліга | 2013/14 |           |           |       |       | 2    | 0    |
| «Говерла»  | Прем'єр-ліга | 2014/15 |           |           |       |       | 6    | 0    |
| «Говерла»  | Прем'єр-ліга | 2015/16 | 4         | 0         |       |       | 14   | 3    |
| «Кішварда» | Друга ліга   | 2016/17 | 9         | 1         | 1     | 0     |      |      |

## Родина
Гийчик є сином футболіста Віктора Ференцовича Гея.